# James Faiva
James Nunu Fainga'anuku Faiva (Auckland, 13 giugno 1994) è un rugbista a 15 neozelandese internazionale per Tonga, attivo nel ruolo di mediano d'apertura.

## Biografia
Nato ad Auckland, in Nuova Zelanda, da genitori tongani, si formò nelle a Manukau-Papatoetoe e si mise in luce nelle categorie nazionali giovanili prima di legarsi alla federazione tongana.
Dopo un'esperienza in Irlanda allo Skerries, nella provincia di Leinster, fu in Australia al Penrith e poi al West Harbour; nel 2018 fu di nuovo in Europa, nella spagnola El Salvador di Valladolid e, dal 2019, agli italiani del Petrarca.
Nel luglio 2019 debuttò per Tonga ad Apia contro Samoa, e prese parte alla successiva Coppa del Mondo.

## Palmarès
- Coppe Italia: 1
Petrarca: 2021-22